# 應安
應安（1368年3月7日至1375年3月29日）是日本北朝的年號之一。這個時代的北朝天皇是後光嚴天皇與後圓融天皇，自1371年始由後光嚴上皇實施院政至1374年。室町幕府的將軍是足利義滿。

## 改元
- 貞治七年二月十八日（1368年3月7日）改元應安
- 應安八年二月二十七日（1375年3月29日）改元永和

## 出處
- 《毛詩正義》

## 紀年、西曆、干支對照表
| 應安       | 元年         | 二年         | 三年     | 四年     | 五年     | 六年     | 七年     | 八年     |
| 南朝年號   | 正平二十三年 | 正平二十四年 | 建德元年 | 建德二年 | 文中元年 | 文中二年 | 文中三年 | 文中四年 |
| 儒略曆日期 | 1368年       | 1369年       | 1370年   | 1371年   | 1372年   | 1373年   | 1374年   | 1375年   |
| 干支       | 戊申         | 己酉         | 庚戌     | 辛亥     | 壬子     | 癸丑     | 甲寅     | 乙卯     |